# Dziennik Departamentowy Krakowski
Dziennik Departamentowy Krakowski – periodyk urzędowy wydawany i drukowany w Krakowie w latach 1812–1816 w okresie Księstwa Warszawskiego.

## Historia
Pierwszy numer „Dziennika Departamentowego Krakowskiego” ukazał się 1 kwietnia 1812 roku, a ostatni 27 listopada 1816 roku. W tym okresie wydano 227 numerów pisma. Było ono drukowane w drukarni Józefa Mateckiego. Koszt druku „Dziennika..” w departamencie krakowskim był najniższy (spośród innych podobnych wydawnictw) w Księstwie Warszawskim i wynosił 5 gr za arkusz.
Kontynuacją wydawnictwa były ukazujące się w latach 1816–1841: „Dziennik Rządowy Województwa Krakowskiego” „Dziennik Urzędowy Województwa Krakowskiego”, „Dziennik Urzędowy Guberni Krakowskiej”.
Wszystkie egzemplarze przesyłano „bezpłatną pocztą” do podprefektów, oni przekazywali je do niższych urzędników, a ci do prenumeratorów. Prenumeratorzy mieszkający w Krakowie odbierali swoje egzemplarze z „biur prefekturalnych”.
Wójtowie i burmistrzowie zapoznawali mieszkańców z treścią „Dziennika...”, a potem „spisywano „krótki wywiad słowny”, który po podpisaniu przez wójta, sołtysów oraz trzech mieszkańców gminy, a w miastach przez burmistrza i radę miejską oraz sześciu mieszkańców lub prezydenta z radą municypalną” przekazywano do prefekta za pośrednictwem podprefektów.
W prospekcie z 24 kwietnia 1812 prefekt ogłosił, że poza różnorodnymi aktami prawnymi w piśmie będą się  ukazywały również „[...] inne wiadomości, które wzrostu rolnictwa, fabryk, rękodzieł bliżej tyczyć się mogą lub [...] podprefektom, wójtom i burmistrzom dla dopełnienia ich obowiązków są nieodbicie potrzebne”.
Pismo miało stały układ. Na pierwszych stronach umieszczano akty panującego, uchwały sejmowe, różne akty ministrów i innych organów naczelnych. Publikowano też liczne akty organów administracji terenowej (prefektów, rzadziej uchwały organów samorządowych). Na kolejnych stronach ukazywały się listy gończe, rysopisy i rodowody dezerterów. Obszernym działem były ogłoszenia organów wymiaru sprawiedliwości. Na ostatnich stronach publikowano ogłoszenia prywatne, których koszt wynosił 8 groszy od wiersza.
Pojedyncze numery miały 18 stron w formacie 4°. Pismo drukowano na grubym papierze krajowej produkcji o kolorze szaropopielatym.
W żadnej z bibliotek nie zachował się komplet egzemplarzy „Dziennika...”. Najpełniejszy zbiór posiadają: Biblioteka Jagiellońska i Biblioteka Narodowa w Warszawie. 